# Аманконир
Аманкони́р (каз. Аманқоңыр) — село у складі Осакаровського району Карагандинської області Казахстану. Адміністративний центр Жансаринського сільського округу.
Населення — 144 особи (2021; 191 у 2009, 326 у 1999, 824 у 1989).
Національний склад станом на 1989 рік:
- казахи — 51 %;
- росіяни — 22 %.

До 2017 року село називалось Дальнє.